# Asbjørn Sennels
Asbjørn Sennels est un footballeur international danois né le 17 janvier 1979 à Brabrand (district d'Aarhus), et mort le 9 juillet 2023.

## Biographie

### En sélection
- 2 sélections et 0 but avec le  Danemark.

## Carrière
- 1998-1999 :  Skovbakken Århus
- 1999-2003 :  Viborg FF
- 2003-2007 :  Brøndby IF
- 2007-2010 :  Viborg FF
- 2007-2012 :  Viborg FF